# AVROTROS
AVROTROS，是一家荷蘭的無線電及電視廣播組織，最早可以追溯到1927年。2014年，廣播電視總協會（縮寫為）宣布將與TROS合併，成為現在的AVROTROS。2014年1月1日起，合併後的廣播組織名會用於合營計劃。自2014年9月7日起，所有現有節目均以AVROTROS名義播出。
因為來自荷蘭的鄧肯·勞倫斯所演唱的歌曲《電子遊樂場》在以色列特拉維夫所舉辦的2019年歐洲歌唱大賽中奪得桂冠；所以荷蘭政府、AVROTROS、AVROTROS的姐妹廣播公司荷兰广播联盟（NOS）及其母公共廣播組織荷蘭公共廣播系統（NPO）四者合作，共同主辦2020年歐洲歌唱大賽。